# Plavina
Plavina ili plavka je vinska sorta crnoga grožđa udomaćena u vinogorjima Dalmacije, ali je samo u vinogorjima njenih podregija Sjeverna Dalmacija i Srednja i južna Dalmacija, te u podregiji Hrvatsko primorje uvrštena među preporučene. Hrvatska ima ukupno 478 ha vinograda plavke ili 3% od ukupne količine, što plavku čini 7. sortom vinove loze po zastupljenosti u vinogradima.
Karakteristično crno vino koje se proizvodi od sorte plavka vrlo je pitko i skladno, rubinski crvene boje, diskretnog sortnog mirisa i blage kiselosti.